# Iwan Tyszkowic
Iwan Tyszkowic (auch Jan Tyszkowic, * unbekannt; † 16. November 1611 in Warschau) war ein polnischer Gutsbesitzer und bekannter Vertreter der unitarischen Polnischen Brüder. Er wurde auf Veranlassung der Königin Constanze, der Frau Königs Sigismund, 1611 nach dem Vorwurf der Blasphemie in Warschau hingerichtet. Er wird als erster Märtyrer der Polnischen Brüder angesehen.

## Leben und Wirken
Tyszkowic stammte aus einem gehobenen Umfeld in Bielsk Podlaski (dt. auch Bielitz) in Podlachien. Seine Familie war katholischen Glaubens. Unter dem Einfluss des Sozinianismus wandte sich Tyszkowic als junger Mann unter Missbilligung seiner Familie dem radikal-reformatorischen Unitarismus zu und wurde nach seiner Konversion ein einflussreicher Förderer der unitarischen Kirche in Polen-Litauen (Polnische Brüder). Als ihm das Amt eines Richters angeboten wurde, sollte er einen Eid auf die Dreieinigkeit ableisten, was er als Antitrinitarier jedoch ablehnen musste. In Folge wurde ein Verfahren gegen ihn eingeleitet. Trotz Verweis auf die Artikel der Warschauer Konföderation zur religiösen Toleranz wurde Tyszkowic inhaftiert, konnte jedoch nach Zahlung einer Geldstrafe zunächst wieder freikommen. Im Anschluss wurde der Fall dem königlichen Gericht vorgelegt, das Tyszkowic befahl, ein ihm gehörendes Gut in Warschau zu verkaufen und innerhalb von sechs Wochen unter Androhung der Todesstrafe zu verlassen. Unter Einfluss der Königin Constanze, zu deren Besitzungen Tyszkowics Heimatort Bielsk Podlaski gehörte, kam es jedoch zu einer erneuten Prüfung des Falls. Tyszkowic wurde die Möglichkeit eingeräumt, zum Katholizismus zu konvertieren. Als er dies ausschloss, wurde er schließlich wegen Blasphemie zum Tode verurteilt. Die Fürbitte der protestantischen Prinzessin Anna Wasa blieb vergeblich.
Tyszkowic wurde erneut inhaftiert, gefoltert und schließlich am 16. November 1611 auf dem Marktplatz in Warschau öffentlich hingerichtet. Vor der eigentlichen Hinrichtung wurde ihm die Zunge herausgeschnitten. Über die Art der Hinrichtung bestehen unterschiedliche Aussagen, er soll entweder geköpft oder auf einem Scheiterhaufen verbrannt worden sein. Die Hinrichtung Tyszkowics markiert den Beginn der polnischen Gegenreformation und den Beginn der Verfolgung der polnisch-litauischen Unitarier. Er wird in diesem Zusammenhang oft als erster Märtyrer der Polnischen Brüder genannt.